# Centaurea sieheana
Centaurea sieheana — вид квіткових рослин родини айстрових (Asteraceae). Ареал: Туреччина (внутрішня Анатолія).

## Морфологічний опис
Це багаторічна рослина 30–40 см заввишки. Численні стебла, що відходять від товстого здерев'янілого кореневища, прямовисні або висхідні біля основи і злегка зігнуті, прості або розгалужені зверху з короткими гілками. Стебла білі, смугасті, кошлаті, густо облистнені. Листя блідо-зелене, вся поверхня та край шорсткі з дрібними щетинками, оснащені маленькими кулястими залозками між щетинками, з помітними жилками. Нижні листки під час цвітіння вже сухі, середні та верхні (поступово зменшуються) яйцювато-видовжені, злегка загострені. Середні листки 50–70 × 13–20 мм, верхні майже огортають квіткову голову. Голови по одній розміщені на кінчиках стебла та гілок. Обгортка 17–19 мм завдовжки, 8–11 мм завширшки, майже циліндрична. Філярії 7–8 рядні, темно-жовті, майже голі